# Ластово
Ла́стово (хорв. Lastovo, итал. Lagosta, лат. Augusta Insula, греч. Λάστοβο) — остров в Адриатическом море, в южной части Хорватии, у далматинского побережья. На острове расположен одноимённый город.

## География
Остров окружён сорока шестью небольшими островами, совместно с главным островом составляющими архипелаг Ластово. С одним из них, островом Прежба (Prežba), на котором расположена небольшая деревня, Ластово соединён мостом. Прочие острова архипелага необитаемы. Остров Ластово объявлен природным парком.

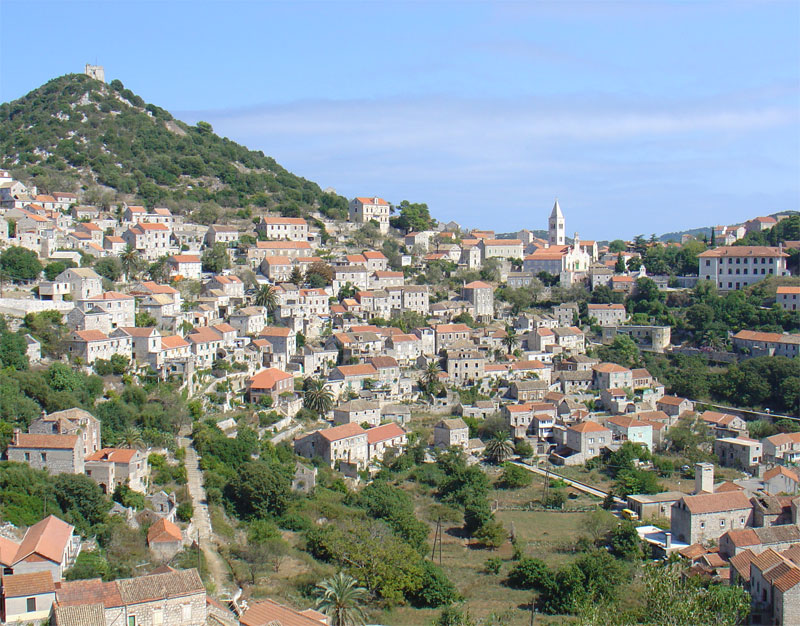
город Ластово

Площадь острова — 46,87 км², длина береговой линии — 46,4 км. Численность населения — 835 человек (2001). Самое большое поселение на острове — город Ластово (451 человек). По сравнению с другими островами архипелага остров Ластово довольно сильно удалён от берега и других островов. Ближайший остров Корчула находится в 13 км к северу. Ластово связан регулярными паромными переправами с континентальным городом Сплит и с островами Хвар и Корчула.
Из-за своей удалённости от берега и небольших размеров Ластово пользуется ме́ньшим вниманием туристов, чем другие острова Адриатики. Именно из-за этой удалённости на острове появились и успешно дожили до наших дней оригинальные обычаи и фольклорные представления.

## История
Остров был заселён уже в эпоху неолита, как показали раскопки в пещере Рача на юго-востоке острова. В IV веке до н. э. греками на острове была основана колония, зависимая от Сиракуз. В III веке до н. э. Ластово вместе со всей Иллирией перешёл под контроль Рима.
В VIII веке на остров, как и на остальное далматинское побережье, пришли славянские племена. В 998 венецианцы разорили Ластово в ходе своих морских операций против далматинских пиратов. В 1252 году остров вошёл в состав Дубровникской республики и получил автономию. В отличие от большинства далматинских островов, которые в 1420 году перешли под контроль венецианцев, Ластово оставался в составе Дубровникской республики вплоть до её падения в XIX веке, за исключением короткого периода 1602—1606 г., когда на острове вспыхнуло восстание против ограничения Дубровником островной автономии, и восставшие призвали на помощь венецианцев.
Удалённость острова и малочисленность его населения сделали остров мишенью для частых набегов пиратов, продолжавшихся вплоть до XVIII века и приносивших значительный урон.
В 1806 году наполеоновские войска заняли Дубровницкую республику и присоединили её территорию, включая Ластово, к французской империи. После наполеоновских войн, в 1815 году остров вместе с далматинским побережьем отошёл Австрии.

### В составе Италии
В 1918—1921 г. остров оккупировали итальянцы, и в составе Италии остров был вплоть до Второй мировой войны. После её окончания Ластово стало частью Югославии, на острове Ластово, как и на острове Вис, была построена военно-морская база, после чего его посещение иностранцами было запрещено. Запрет был снят лишь в 1989 году, за год до распада Югославии, после которого остров стал частью независимой Хорватии.

## Населениe

Герб города Ластово

В начале XXI века 95 % населения острова составляют хорваты, за ними следуют сербы (3 %) и итальянцы (1 %). Похожая картина преобладания славян сложилась к концу XX века, однако, по переписи 1910 года, в Австро-Венгрии итальянцы (венецианцы) составляли 7 % его населения. В основном это были члены древних венецианских родов из семей Сангалетти, Мартеллети и др. По переписи 1921 года, проведённой итальянскими властями, на острове проживали 208 итальянцев, или 15 % от всего населения в 1558 человек. В ходе политики итальянизации, а также в результате переселения итальянцев из Италии (чиновники и учителя), а также из Далмации (беженцы и вынужденные переселенцы) число итальянцев на острове достигло 933 человек (38 %), число хорватов также возросло за счёт естественного прироста до 1525 человек (62 %). Число островитян достигло своего исторического пика в 2458 человек. После включения Ластова в состав Югославии почти всё итальянское население покинуло остров.

## Достопримечательности
- Ластово — небольшой город у подножия горы. В городе находится Собор св. Косьмы и Дамиана, построенный в XIV веке, но с тех пор многократно перестраивавшийся. Кроме собора в городе есть ещё несколько старинных церквей.
- Одной из главных достопримечательностей острова является фольклорный праздник Поклад. Во время праздника, длящегося порой всю ночь, наряду с шествиями в традиционных костюмах и прочими обычными для фольклорного праздника элементами, происходит весьма необычная церемония — разряженную куклу под грохот петард спускают с нависающей над городом Ластово горы на веревке, а затем сжигают. Обычай имеет историческое происхождение — во время одного из пиратских набегов на далматинские острова на Ластово был послан один из пиратов с вестью о приближении пиратского флота и предложением жителям сдаться. Однако после жарких молитв горожан св. Георгию внезапная буря уничтожила флот пиратов, а их посланца жители спустили с горы на веревке.
- Характерной чертой островной архитектуры являются т. н. фумары — оригинальные дымовые трубы, похожие на минареты. Традиция строительства фумаров появилась на острове с XVII века, и с тех пор каждый местный житель старается сделать свой фумар как можно более необычным и запоминающимся.